# Ђурђевска скупштина у Крагујевцу (1826)
Ђурђевска скупштина у Крагујевцу је одржана 10. маја 1826.

## Ђурђевска скупштина 1826. године
Напослетку је и Порта, под притиском Русије, попустала и пристала да се српско питање уреди на основу VIII члана Букурешког уговора о миру. Српске депутате, који су се налазили у затвору више од четири године, Порта је морала пуспити на слободу. То је Кнезу Милошу саопштено званично и са турске и са руске стране и он је ради тога сазвао скупштину у Крагујевац за 10. мај 1826.
На тој скупштини саопштене су ове вести и оне су међу скупштинарима изазвале велико одушевљење. Извештај је скупштини поднео лично Кнез Милош. После саопштења скупштинари су, заједно са Кнезом Милошем, прешли у цркву, па је скупштина завршена службом божјом и заклетвом скупштинара који су се заклели да ће чувати ред и мир у земљи.